# Tanaecia sedeva
Tanaecia sedeva är en fjärilsart som beskrevs av Moore 1859. Tanaecia sedeva ingår i släktet Tanaecia och familjen praktfjärilar. Inga underarter finns listade i Catalogue of Life.